# کیرا کوسارین
کیرا کوسارین (انگلیسی: Kira Kosarin؛ زادهٔ ۷ اکتبر ۱۹۹۷) بازیگر، خواننده و شخصیت تلویزیونی آمریکایی است. او بیشتر به خاطر نقش فوبی ثاندرمن در مجموعهٔ تلویزیونی محبوب "The Thundermans" از شبکهٔ نیکلودئون شناخته می‌شود. علاوه بر بازیگری، کوسارین در زمینهٔ موسیقی نیز فعالیت دارد و چندین تک‌آهنگ و آلبوم منتشر کرده است.

## زندگی و تحصیلات
کیرا کوسارین در نیوجرسی، ایالات متحده متولد شد. او در خانواده‌ای هنری بزرگ شد؛ مادرش رقصنده و پدرش آهنگساز و موسیقی‌دان بود. علاقهٔ او به هنر از کودکی شکل گرفت و در زمینهٔ رقص باله، بازیگری و موسیقی آموزش دید. در نوجوانی به لس آنجلس نقل مکان کرد تا حرفهٔ بازیگری خود را دنبال کند.

## دوران حرفه‌ای
کوسارین با حضور در سریال‌های مختلف تلویزیونی، به‌ویژه آثار شبکهٔ نیکلودئون، به شهرت رسید. نقش برجستهٔ او در "The Thundermans" (۲۰۱۳–۲۰۱۸) باعث شد به عنوان یکی از چهره‌های محبوب نوجوانان شناخته شود. این سریال دربارهٔ خانواده‌ای با قدرت‌های ابرقهرمانی است که سعی دارند زندگی عادی داشته باشند.
علاوه بر بازیگری، او وارد دنیای موسیقی نیز شد و در سال ۲۰۱۹ اولین آلبوم خود با نام "Off Brand" را منتشر کرد. او همچنین چندین تک‌آهنگ منتشر کرده که با استقبال هوادارانش مواجه شده است.

## افتخارات و تأثیرات
کوسارین در طول دوران حرفه‌ای خود نامزد دریافت جوایزی همچون "جوایز منتخب کودکان نیکلودئون" شده است. او در میان نوجوانان و جوانان طرفداران زیادی دارد و در فضای مجازی نیز حضور پررنگی دارد.

## زندگی شخصی
کیرا کوسارین علاوه بر حرفهٔ هنری، در زمینهٔ فعالیت‌های اجتماعی نیز مشارکت دارد. او به عنوان یک چهرهٔ تأثیرگذار در رسانه‌های اجتماعی، پیام‌های مثبت دربارهٔ سلامت روان، اعتمادبه‌نفس و خودباوری منتشر می‌کند.

## میراث و آینده حرفه‌ای
کوسارین همچنان در حال گسترش فعالیت‌های خود در بازیگری و موسیقی است. او یکی از چهره‌های نوظهور هالیوود محسوب می‌شود و انتظار می‌رود که در آینده پروژه‌های بزرگ‌تری را در سینما و تلویزیون تجربه کند.